# Gaston Brenta
Gaston Edouard Brenta (født 10. juni 1902 - død 30. maj 1969 i Brussel, Belgien) var en belgisk komponist, forfatter og skribent.
Brenta studerede privat hos Paul Gilson, som fik ham ind i sin gruppe Les Synthétistes bestående af datidens fremmeste belgiske komponister.
Han har skrevet en symfoni, orkesterværker, to klaverkoncerter, kammermusik, koncertmusik, strygerkvartetter, balletmusik og vokalværker.
Brenta´s kompositoriske stil var melodisk og klassisk betonet af natur. Han har skrevet mange musiske biografier, bl.a. om sin lærermester Paul Gilson.

## Udvalgte værker
- Symfoni (1946) - for orkester
- 2 Klaverkoncerter (1953, 1958) - for klaver og orkester
- "Nattesang" (1934) - for orkester
- Trompetkoncert (1958) - for trompet og orkester
- "Saxiana" (1962) - for saxofon og strygerorkester
- "Luftig og evig bevægelse" (1940) - for orkester